# Юлий Фридрих Вюртемберг-Вайльтинген
 Юлий Фридрих Вюртемберг-Вайльтингенский (нем. Julius Friedrich von Württemberg-Weiltingen; 3 июня 1588, Монбельяр — 25 апреля 1635, Страсбург) — первый герцог Вюртемберг-Вайльтингенский (1617—1635). Основатель Юлианской линии Вюртембергской династии.

## Биография
Представитель Вюртембергского дома. Третий сын герцога Фридриха Вюртембергского (1557—1608) и принцессы Сибиллы Ангальтской (1564—1614). Он рос вместе со своими родителями, братьями и сестрами в Монбельяре. После того, как его отец Фридрих занял герцогский престол в Вюртемберге в 1593 году, Юлий Фридрих жил в Штутгарте. Принц участвовал в военных операциях в Эльзасе и в Войне за Клевское наследство. Он много путешествовал, в том числе посетил Малую Азию, Мальту и Эфес, а в 1615 году побывал в Лапландии.
28 мая 1617 года Юлий Фридрих получил во владение Вайльтинген и Бренц-ан-дер-Бренц и часть Хайденхайма, а также ежегодное пособие в размере 15 000 гульденов. Он избрал Вайльтинген в качестве своей резиденции.
24 ноября 1617 года Юлий Фридрих Вюртемберг-Вайльтинген был помолвлен с Анной Сабиной Шлезвиг-Гольштейн-Зондербург (7 марта 1593 — 18 июля 1659), второй дочерью герцога Иоганна II Шлезвиг-Гольштейн-Зондербурга (1545—1622) и Агнессы Гедвиги Ангальтской (1573—1616). Их свадьба состоялась 11 декабря 1618 года в Сённерборге. После заключения брака супруги некоторое время жили в замке Бренц, а затем переехали в Вайльтинген.
В 1631 году Юлий Фридрих Вюртемберг-Вайльтинген возглавил регентским совет при своем племяннике, герцоге Эберхарде III Вюртембергском. В том же году он присоединился к Лейпцигскому конвенту. После бескровной Вишневой войны в том же году ему пришлось покинуть конвент по условиям Тюбингенского мира. Когда шведский король Густав Адольф со своей армией вступил в Южную Германию, герцог Юлий Фридрих возобновил военные действия и со своими силами присоединился к шведам. Это привело к противоречиям с Барбарой Софией Бранденбургской, матерью Эберхарда III. В 1633 году Юлий Фридрих Вюртемберг-Вайльтинген вынужден был отказаться от регентства в Вюртемберге. После битвы при Нердлингене (1634) вся герцогская семья, в том числе Юлий Фридрих, бежала в Страсбург, где он и скончался в следующем году.

## Дети от брака с Анной Сабиной
- Родерик (19 октября 1618 — 19 ноября 1651), герцог Вюртемберг-Вайльтинген
- Юлия Фелицита (19 декабря 1619 — 3 января 1661), муж с 1640 года Иоганн X, герцог Шлезвиг-Гольштейн-Готторпский (1606—1655)
- Сильвий I Нимрод (2 мая 1622 — 26 апреля 1654), герцог Вюртемберг-Оэлс, женился в 1647 году на герцогине Елизавете Марии Мюнстерберг-Эльс (1625—1686)
- Флориана Эрнестина (8 мая 1623 — 6 декабря 1672), муж с 1657 года граф Фридрих Карл Гогенлоэ-Пфедельбах (1623—1681)
- Фаустина Марианна (2 августа 1624 — 15 апреля 1679)
- Манфред I (5 июня 1626 — 15 мая 1662), герцог Вюртемберг-Вайльтинген, женат с 1652 года на графине Юлиане Ольденбургской (1615—1691)
  - Фридрих Фердинанд фон Вюртемберг-Вайльтинген (6 октября 1654 — 8 августа 1705), женат на Елизавете (1665—1726), дочери Георга II, герцога Вюртемберг-Монбельяр
    - Сибилла Шарлотта (4 ноября 1690 — 30 октября 1735), муж с 1709 года Карл Фридрих II, герцог Вюртемберг-Оэлс (1690—1761)
    - Гедвига Фредерика (18 октября 1691 — 14 августа 1752), муж с 1715 года Иоганн Август, князь Ангальт-Цербстский (1677—1742)
- Юлий (5 сентября 1627 — 22 октября 1645)
- Матильда (1 января 1629 — 10 мая 1656)
- Амадея Фредония (30 июля 1631 — 27 мая 1633).